# 基斯蒂尼克
基斯蒂尼克（法語：Quistinic，法語發音：[kistinik]）是法国莫尔比昂省的一个市镇，属于洛里昂区。

## 地理
基斯蒂尼克（47°54'18"N, 3°8'3"W）面积42.95 平方千米，位于法国布列塔尼大區莫尔比昂省，该省份为法国西北部沿海省份，位于布列塔尼半岛南部，北起阿摩尔滨海省、西接菲尼斯泰尔省，南濒大西洋，东南接大西洋卢瓦尔省，东临伊勒-维莱讷省。
与基斯蒂尼克接壤的市镇（或旧市镇、城区）包括：梅尔朗、圣巴泰勒米、博镇、朗吉迪克、朗沃当、比布里。

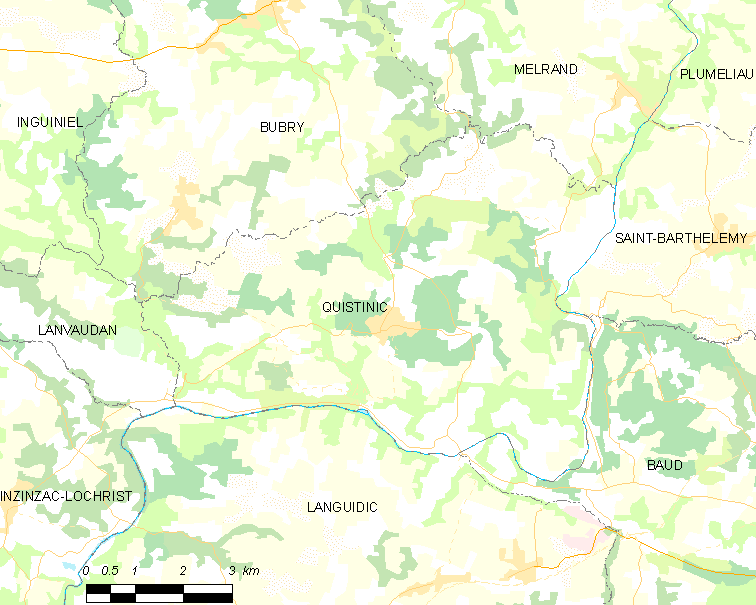
基斯蒂尼克的OSM定位图

基斯蒂尼克的时区为UTC+01:00、UTC+02:00（夏令时）。

## 行政
基斯蒂尼克的邮政编码为56310，INSEE市镇编码为56188。

## 政治
基斯蒂尼克所属的省级选区为吉代勒县。

## 人口

1962-2008年间基斯蒂尼克人口变化图示

基斯蒂尼克于2022年1月1日时的人口数量为1423人。